# Marco Ligabue
Marco Ligabue (Correggio, 16 maggio 1970) è un cantautore e chitarrista italiano.

## Biografia
Fratello minore di Luciano, Marco nasce a Correggio, in provincia di Reggio Emilia. I genitori, Rina e Giovanni, gestivano la balera Tropical di Concordia sulla Secchia (MO), un locale diventato punto di riferimento per la musica dal vivo, che ha ospitato artisti come Andrea Mingardi, De Gregori, Paoli e Battisti, i Pooh, Pavarotti, Ivan Graziani, Jimmy Fontana, Vasco Rossi. La passione musicale dei genitori influenzerà profondamente sia Marco che Luciano.
Con i primi successi del fratello, negli anni ’90, Marco inizia a collaborare con lui in vari ambiti, tra cui la gestione del merchandising ufficiale. A partire dal 1991, partecipa a diversi progetti legati all’attività musicale di Luciano, come la realizzazione del sito Ligachannel e il fan club Bar Mario fino a diventare, negli anni, primo collaboratore. Nel frattempo, avvia la propria carriera musicale come chitarrista e autore, militando nei gruppi Bluson Noir e Little Taver & His Crazy Alligators.
Nel 2001 fonda la band i Rio, insieme a Freddy Morales, Tony Farinelli, Alessandro Bartoli (DJ Bart) e Cesare Ferioli, e successivamente a Fabio Mora, Cesare Barbi, Fabio Ferraboschi (Bronski) e Alberto Paderni. All’interno del gruppo, Marco ricopre il ruolo di chitarrista e autore fino al giugno 2012, partecipando alla realizzazione di quattro album in studio
Nel 2012 intraprende la carriera da solista, lasciando definitivamente i Rio.

### La carriera da solista
Fino all'età di quarant'anni, Marco Ligabue non ha mai voluto cantare, preferendo dedicarsi alla scrittura e all'esecuzione delle sue canzoni. Il suo primo album da solista Mare dentro è stato pubblicato nel settembre 2013. Registrato in California dal produttore Corrado Rustici, l’album è stato distribuito con finalità benefiche: parte dei proventi è stata devoluta alla Croce Rossa Italiana.
Nel giugno 2015 ha pubblicato il suo secondo album da solista L.U.C.I - Le Uniche Cose Importanti  anticipato dal singolo "Non è mai tardi". Il disco ha visto la partecipazione di diversi artisti tra cui Beppe Carletti, Paolo Belli, Antonella Lo Coco, e altri. Sempre nel 2015 ha ricevuto il Premio Lunezia, con la motivazione di saper affrontare, con un linguaggio diretto, temi rilevanti della vita sociale italiana, come dichiarato dal patron del premio, Stefano De Martino.
Il suo terzo album solista, Il mistero del DNA, è uscito nel marzo 2017, preceduto dal brano "Cuore onesto", il cui videoclip è stato girato in Benin. Nel 2018 sono stati pubblicati i singoli "Che bella parentesi" e "Quante vite hai". Marco Ligabue è da sempre protagonista di intensi tour estivi, che ogni anno lo portano a esibirsi in decine di piazze italiane. Negli anni è diventato uno degli artisti più richiesti nel panorama musicale nazionale.
Nel 2019 esce il singolo "Altalena" ed esordisce in TV come giudice nella prima edizione del talent show musicale All together now, condotto da Michelle Hunziker.
Durante il lockdown del 2020, Marco Ligabue realizza in casa il brano "Dentro", dedicato alla figlia Viola, che vive con la madre ad Alghero e che, a causa delle restrizioni, non ha potuto vedere per un lungo periodo. Nell’estate dello stesso anno pubblica "Vado a caso": brano scritto a più mani con Danti, Fadi e il giovane collaboratore Leonardo Cristoni (già coautore di “Altalena”). Vado a caso, insieme ad altri inediti, sarà inserita nel disco raccolta in uscita nell’autunno 2020, pensato per celebrare i cinquant’anni dell’artista. Il videoclip del brano contiene numerose citazioni cinematografiche e vede la partecipazione Federico Poggipollini in un’inedita veste da attore. Il 30 ottobre 2020 esce in formato vinile e CD la raccolta Tra Via Emilia e blue jeans che include anche sei tracce ghost.
l'8 Aprile 2021 pubblica per Pendragon il suo primo libro "Salutami tuo fratello - cronache spettinate di un rocker emiliano".
Sempre nel 2021, per la televisione regionale TRC, da Ottobre ad Aprile 2022, tutti i mercoledì con Alberto Bertoli e Andrea Barbi conduce Motivi Famigliari.
Sempre nel 2021, con il conduttore televisivo Andrea Barbi, creano uno showcase con una formula di presentazione tratta dal libro “Salutami tuo fratello”. Nel 2022, la regione Emilia-Romagna promuovone Marco e Andrea ad Ambasciatori della Regione.
Dal 2022, sulla televisione regionale  TRC, va in onda dal 2022 UONTED i magnifici 7 meno 2" , programma condotto con Andrea Mingardi, Andrea Barbi, Alberto Bertoli e dal Maestro Maurizio Tirelli.
Nel 2023, il cantautore pubblica anche due nuovi singoli: Nel metaverso con te e Sempre tutto bene. Il 22 marzo 2024 pubblica il singolo "Anima in fiamme" girato nello stadio Grande Torino mentre il 22 aprile, in occasione della giornata mondiale della terra, pubblica "Toc Toc Ecologico" Il 21 giugno 2024 pubblica "Il vento dell'estate" e sceglie come cooprotagonista del video la bloggher di viaggi, Linda Campostrini 
Il 24 gennaio 2025 pubblica la ballad "Quello che c'è" con un video interamente girato nei dintorni di Alghero e il 21 marzo pubblica "Le canzoni Inglesi" con un videoclip girato a Londra.

### Impegno sociale
Da sempre molto attivo nel campo del sociale, porta avanti un impegno concreto nel trattare temi sociali come legalità e bullismo attraverso la sua produzione musicale.
È testimonial ufficiale AVIS nel 2017, e in seguito dei City Angels associazione italiana che si occupa di portare aiuti ai senza tetto.
Negli anni ha collaborato attivamente con diverse associazioni: "Pesciolino rosso", "Buona Nascita Onlus" e "Peter Pan Onlus"
Nel 2016 partecipato attivamente alla campagna "Il silenzio è dolo", in collaborazione con Lello Analfino e Ismaele La Vardera, per sensibilizzare gli studenti delle scuole sul tema della lotta alle mafie.
Gioca nella Nazionale Italiana Cantanti, squadra impegnata nell'organizzazione e partecipazione a partite di beneficenza, dal 2000 diventata una Onlus.
Nel 2019 ha partecipato all'evento Notte di Note Show, un concerto organizzato dal Direttore d’Orchestra Carmine Caiazzo per raccogliere fondi da destinare alla lotta contro la leucemia.
Dal 2023, annualmente è coorganizzatore con Andrea Barbi dello spettacolo di raccolta fondi per Hospice Modena e nel 2025 la serata speciale con Marco e Andrea, sul palco tanti amici d’eccezione: Alberto Bertoli, il Maestro Maurizio Tirelli, Mirko Casadei, Fiordaliso e Beppe Carletti, Massimo Vecchi, Yuri Cilloni dei Nomadi.

### Vita privata
È padre orgoglioso di due figli.

## Discografia

### Album in studio
- 2013 - Mare dentro
- 2015 - Luci - Le uniche cose importanti
- 2017 - Il mistero del DNA
- 2020 - Tra Via Emilia e blue jeans

### Singoli
- 2013 - Ogni piccola pazzia
- 2013 - La differenza
- 2013 - È da te che dipende
- 2014 - Ti porterò lontano
- 2015 - Il silenzio è dolo feat. Lello Analfino e Othelloman
- 2015 - L'equilibrista feat. Paolo Belli e Beppe Carletti
- 2015 - Non è mai tardi
- 2016 - Hey feat. Antonella Lo Coco
- 2016 - Una sosta dal mondo feat. Shade
- 2016 - Spirito Libero
- 2017 - Un attimo fa feat Lucariello
- 2017 - Cuore onesto
- 2017 - Il mistero del DNA
- 2018 - Che bella parentesi
- 2018 - Quante vite hai
- 2018 - Fare il nostro tempo live
- 2019 - Altalena
- 2020 - Dentro
- 2020 - Non è mai tardi (rock version)
- 2020 - Vado a caso
- 2020 - La vita perfetta
- 2020 - Tra via Emilia e blue jeans
- 2020 - Dimmi
- 2020 - Rocker emiliano feat. Little Taver
- 2023 - Nel metaverso con te
- 2023 - Sempre tutto bene
- 2024 - Anima in fiamme
- 2024 - Toc Toc Ecologico
- 2024 - Il vento dell'estate
- 2025 - Quello che c'è
- 2025 - Le canzoni inglesi

### Video ufficiali
- 2013 - Ogni Piccola Pazzia
- 2013 - La Differenza (nel video Chiara Ferragni e Alvin)
- 2013 - E' da te che dipende
- 2013 - La più grande orchestra
- 2014 - Ti porterò lontano
- 2015 - Il silenzio è dolo feat. Lello Analfino e Othelloman
- 2015 - L'equilibrista feat. Paolo Belli e Beppe Carletti
- 2015 - Non è mai tardi
- 2015 - Tornerai
- 2016 - Hey feat. Antonella Lo Coco
- 2016 - Una sosta dal mondo
- 2016 - Un attimo fa feat. Lucariello
- 2017 - Cuore Onesto
- 2017 - Il mistero del DNA
- 2018 - Che bella parentesi
- 2018 - Ogni piccola pazzia (remastered)
- 2018 - Fare il nostro tempo (Live)
- 2018 - Quante vite hai
- 2019 - Altalena
- 2020 - Dentro
- 2020 - Non è mai tardi (rock version)
- 2020 - Vado a caso
- 2020 - La vita perfetta
- 2020 - Tra via Emilia e blue jeans
- 2020 - Dimmi
- 2020 - Rocker Emiliano feat. Little Taver
- 2020 - Tra via Emilia e blue jeans
- 2023 - Nel metaverso con te
- 2023 - Sempre tutto bene
- 2024 - Anima in fiamme
- 2024 - Toc toc ecologico
- 2024 - Il vento dell'estate
- 2025 - Quello che c'è
- 2025 - Le canzoni inglesi

## Libri
- 2021 - Salutami tuo fratello - cronache spettinate di un rocker emiliano (edizioni Pendragon)

## Premi e riconoscimenti
- 2015 Riconoscimento dall'Ordine dei giornalisti siciliani per aver rotto il silenzio e l'omertà grazie a Il silenzio è dolo
- 2015 Premio Lunezia per il valore musical-letterario de L.U.C.I. - Le Uniche Cose Importanti
- 2015 Oscar della Legalità per la categoria "note di legalità"
- 2017 Trofeo Cuore di Velluto (miglior giocatore nella partita della Nazionale Cantanti a Senigallia 26/03/2017)
- 2017 Premio Angelica Pirtoli per la legalità
- 2017 Premio Alex Baroni per l'eccellenza artistica
- 2019 Premio nazionale Gianpiero Foglia - Premio Gabbiano per solidarietà, legalità, cultura e impegno.
- 2022 Premio Cultura di Viaggio a Controguerra[senza fonte]

## Curiosità
È un tifoso del Torino.